# Jack Hinson
John W. "Jack" Hinson, conosciuto anche come Old Jack (1807 – 1874), fu un contadino e proprietario terriero originario della Contea di Stewart in Tennessee che durante la Guerra Civile operò come guerrigliero e tiratore scelto confederato contro l'Unione nel territorio tra il Kentucky e il Tennessee.
È ricordato per essere stato uno dei più abili tiratori di tutta la guerra, capace di uccidere un nemico ad oltre settecento metri di distanza senza utilizzare alcun genere di mirino.

## Biografia
John Hinson era un contadino con ascendenze scozzesi e irlandesi che possedeva una prospera piantagione nella Contea di Stewart in Tennessee, Amici e vicini lo descrivevano come un uomo pacifico e benvoluto. La piantagione di Jack era chiamata Bubbling Springs, dove viveva con sua moglie e dieci bambini. Quando scoppiò la guerra civile nel 1861, era determinato a rimanere neutrale non approvando, benché possedesse degli schiavi, la secessione dall'Unione.
Quando il brigadiere dell'Unione Ulysses S. Grant arrivò nella zona nel febbraio 1862, gli Hinson ospitarono l'uomo nella loro casa. Il generale era così soddisfatto della piantagione che la trasformò persino nel suo provvisorio quartier generale. Nonostante due dei suoi figli si fossero uniti all'Esercito Confederato, gli Hinson insistettero nel rimanere neutrali. Le cose cambiarono tuttavia alla fine del 1862: vedendosi in difficoltà i confederati ricorsero sempre più alle tattiche di guerriglia, creando le formazioni dei famigerati Bushwahckers.
Accadde un giorno che due dei figli di Hinson, di 22 e 17 anni, vennero fermati mentre si trovavano a caccia di scoiattoli da una pattuglia nordista e poiché erano armati furono sospettati di collaborare coi confederati, venendo dunque brutalmente giustiziati con l'accusa di essere dei guerriglieri Bushwahckers: le teste dei due ragazzi vennero appese ai cancelli della proprietà degli Hinson come monito. Il tenente al comando della pattuglia voleva arrestare gli Hinson per il loro rapporto con i due presunti guerriglieri, ma fu informato della presenza di Grant nella proprietà. Gli fu anche detto che il Generale non avrebbe accettato qualsiasi maltrattamento degli Hinson sopravvissuti, che sapeva essere innocenti, quindi furono lasciati in pace.
Hinson tuttavia, sconvolto dalla brutale morte dei figli, giurò vendetta e iniziò una sua personale faida contro l'Unione. Dopo aver seppellito i resti dei suoi figli, mandò la famiglia e gli schiavi da dei parenti nel Tennessee e commissionò ad un armaiolo locale nuovo fucile del calibro di 0.50 con una lunga canna modificata in grado di colpire bersagli posti a due chilometri. Dopodiché all'età di 57 anni Hinson divenne un guerrigliero, muovendosi lungo il territorio del fiume Tennessee che conosceva come le sue tasche.
Il primo bersaglio della sua vendetta fu il Tenente che aveva ordinato l'esecuzione dei suoi figli, fulminato mentre marciava alla testa della sua colonna. Il secondo fu il soldato che aveva inchiodato le teste dei suoi figli sui cancelli della sua proprietà. I comandi di zona unionisti non ci misero molto a comprendere il collegamento e bruciarono la piantagione di Hinson, ma questa era stata abbandonata.
Nel corso della guerra Hinson proseguì nella sua implacabile attività di cecchino, prendendo di mira i soldati unionisti a bordo delle barche da trasporto e la cannoniere che percorrevano il fiume Cumberland e il fiume Tennessee, riuscendo a mettere a segno colpi anche su bersagli a 500 metri. Alcune fonti parlano di oltre cento vittime cadute sotto l'infallibile mira di Hinson, nonostante sul calcio del suo fucile vi siano "solamente" 36 tacche anche se Hinson avrebbe dichiarato che fosse solito segnare sulla propria arma solo gli ufficiali abbattuti e non i soldati semplici.
Hinson servì anche da guida sotto il generale confederato Nathan Bedford Forrest, aprendo la strada alle truppe nel corso della brillante incursione della cavalleria confederata contro il centro di rifornimenti unionista di Johnsonville nel novembre 1864. Robert Hinson, figlio di Jack, guidò per un periodo una banda di Bushwahckers nel territorio finché non venne catturato e giustiziato il 18 Settembre 1863. Lo stesso Hinson riuscì a sfuggire fortunosamente alla cattura, nonostante la caccia serrata da parte di squadroni di cavalleria unionisti.
La storia di Jack Hinson è stata raccontata nel libro di Tom C. McKenney Jack Hinson's one man war.